# Angerme
Az Angerme (アンジュルム; Hepburn: Anjurumu) 2009-ben alakult japán lányegyüttes.

## Tagok
| Név                                                       | Születési dátum     | Szín           | Megjegyzések                     |
| --------------------------------------------------------- | ------------------- | -------------- | -------------------------------- |
| Isze Lajla (伊勢鈴蘭; Hepburn: Layla Ise)                 | 2004. január 19.    | Narancssárga   | Vezető, Főénekes, táncos, center |
| Hasiszako Rin (橋迫鈴; Hepburn: Rin Hashisako)            | 2005. október 6.    | Piros          | Énekes, főtáncos                 |
| Kavana Rin (川名凜; Hepburn: Rin Kawana)                  | 2003. december 6.   | Zöld           | Énekes, táncos                   |
| Tamenaga Sion (為永幸音; Hepburn: Shion Tamenaga)         | 2004. február 9.    | Rózsaszín      | Énekes, táncos                   |
| Macumoto Vakana (松本わかな; Hepburn: Wakana Matsumoto)   | 2007. szeptember 1. | Fehér          | Főénekes, táncos                 |
| Hirajama Juki (平山遊季; Hepburn: Yuki Hirayama)          | 2006. július 25.    | Világoszöld    | Énekes, táncos                   |
| Simoitani Jukiho (下井谷幸穂; Hepburn: Yukiho Shimoitani) | 2006. augusztus 4.  | Sötétrózsaszín | Énekes, táncos                   |
| Gotó Hana (後藤花; Hepburn: Hana Goto)                    | 2008. június 5.     | Kék            | Énekes, táncos                   |
| Nagano Momoha (長野桃羽; Hepburn: Momoha Nagano)          | 2010. május 13.     | Sárga          | Énekes, táncos                   |

### Korábbi tagok

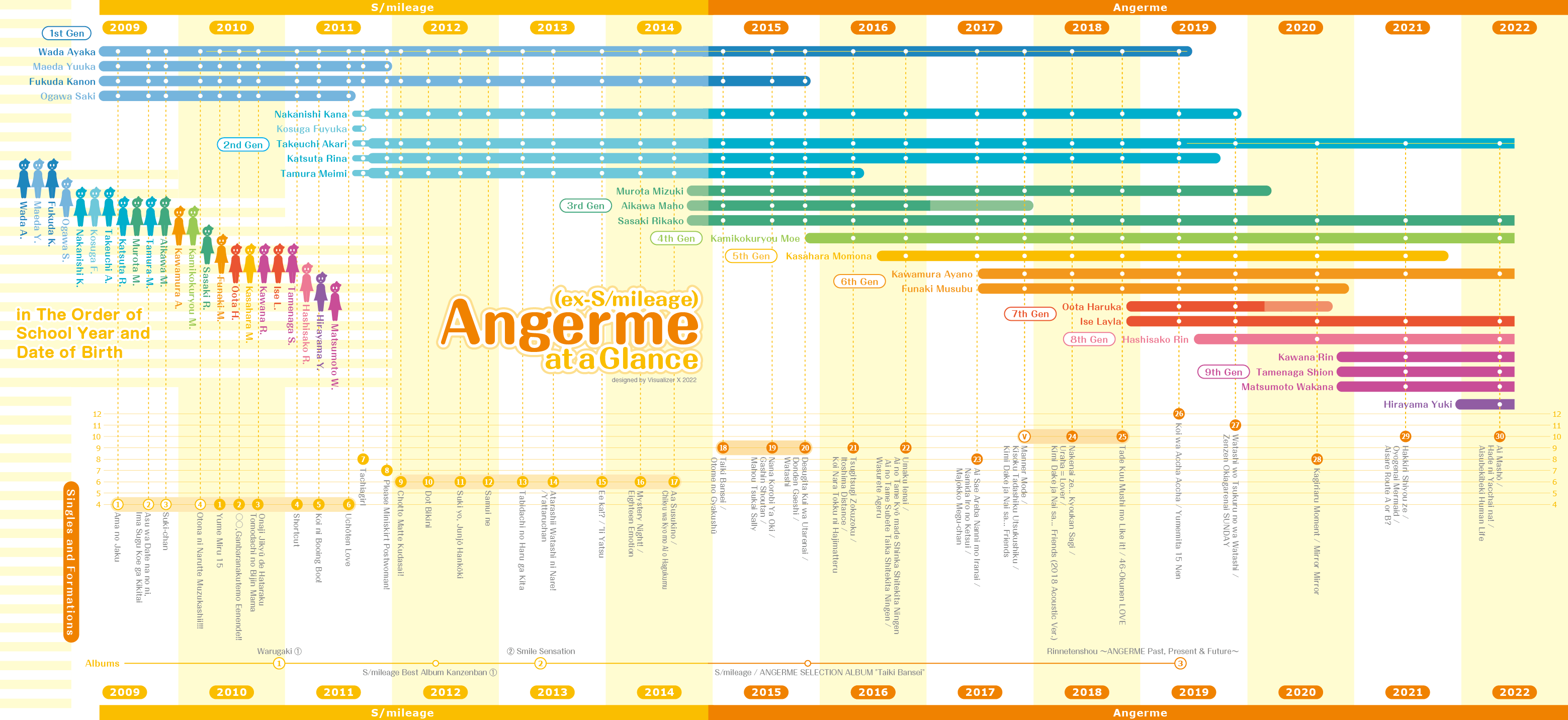
Angerme at A Glance

- Kamikokurjó Moe (2015–2025)
- Kavamura Ajano (2017–2024)
- Szaszaki Rikako (2014–2024)
- Takeucsi Akari (2011–2023)
- Kaszahara Momona (2016–2021)
- Funaki Muszubu (2017–2020)
- Óta Haruka (2018–2020)[1]
- Murota Mizuki (2014–2020)[2]
- Nakanisi Kana (2011–2019)[3]
- Kacuta Rina (2011–2019)[4]
- Aikava Maho (2014–2017)[5]
- Tamura Meimi (2011–2016)[6]
- Koszuga Fujuka (2011)[7]
- Vada Ajaka (2009–2019)[8]
- Fukuda Kanon (2009–2015)[9]
- Maeda Júka (2009–2011)[10]
- Ogava Szaki (2009–2011)[11]

## Diszkográfia

### Kislemezek
| Cím | Kiadás éve | Slágerlistás helyezések | Slágerlistás helyezések | Album                                             |
| Cím | Kiadás éve | JPN                     | JPN                     | Album                                             |
| Cím | Kiadás éve | Oricon                  | Hot                     | Album                                             |
| --- | ---------- | ----------------------- | ----------------------- | ------------------------------------------------- |
| "Suki-chan" (スキちゃん) | 2009       | 159                     |                         | Warugaki 1                                        |
| "Asu wa Date na no ni, Ima Sugu Koe ga Kikitai" (あすはデートなのに、今すぐ声が聞きたい) | 2009       | —                       | —                       | Warugaki 1                                        |
| "Ama no Jaku" (ぁまのじゃく) | 2009       | —                       | —                       | Warugaki 1                                        |
| "Otona ni Narutte Muzukashii!!!" (オトナになるって難しい!!!) | 2010       | 42                      | —                       | Warugaki 1                                        |
| "Yume Miru 15" (夢見る 15歳) | 2010       | 5                       | 22                      | Warugaki 1                                        |
| "Gambaranakute mo Ee nen de!!" (○○ がんばらなくてもええねんで!!) | 2010       | 6                       | 22                      | Warugaki 1                                        |
| "Onaji Jikyū de Hataraku Tomodachi no Bijin Mama" (同じ時給で働く友達の美人ママ) | 2010       | 5                       | 17                      | Warugaki 1                                        |
| "Short Cut" (ショートカット) | 2011       | 5                       | 9                       | Smileage Best Album Kanzenhan 1                   |
| "Koi ni Booing Boo!" (恋にBooing ブー!) | 2011       | 6                       | 30                      | Smileage Best Album Kanzenhan 1                   |
| "Uchōten Love" (有頂天LOVE) | 2011       | 5                       | 30                      | Smileage Best Album Kanzenhan 1                   |
| "Tachiagirl" (タチアガール) | 2011       | 4                       | 17                      | Smileage Best Album Kanzenhan 1                   |
| "Please Miniskirt Postwoman!" (プリーズ ミニスカ ポストウーマン!) | 2011       | 5                       | 70                      | Smileage Best Album Kanzenhan 1                   |
| "Choto Mate Kudasai!" (チョトマテクダサイ!) | 2012       | 6                       | 28                      | Smileage Best Album Kanzenhan 1                   |
| "Dot Bikini" (ドットビキニ) | 2012       | 6                       | 46                      | Smileage Best Album Kanzenhan 1                   |
| "Suki yo, Junjō Hankōki." (好きよ、純情反抗期。) | 2012       | 7                       | 37                      | 2 Smile Sensation                                 |
| "Samui ne." (寒いね。) | 2012       | 6                       | 25                      | 2 Smile Sensation                                 |
| "Tabidachi no Haru ga Kita" (旅立ちの春が来た) | 2013       | 4                       | 25                      | 2 Smile Sensation                                 |
| "Atarashii Watashi ni Nare!" / "Yattaruchan" (新しい私になれ!/ヤッタルチャン) | 2013       | 4                       | 18                      | Smileage / Angerme Selection Album "Taiki Bansei" |
| "Ee ka!? /Ii Yatsu" (ええか!?/「良い奴」) | 2013       | 3                       | 14                      | rowspan="2"                                       |
| "Mystery Night! / Eighteen Emotion" (ミステリーナイト!/エイティーン エモーション) | 2014       | 2                       | 14                      |                                                   |
| "Aa Susukino / Chikyu wa Kyo mo Ai o Hagukumu" (嗚呼 すすきの/地球は今日も愛を育む) | 2014       | 5                       | 22                      | Smileage / Angerme Selection Album "Taiki Bansei" |
| "Taiki Bansei / Otome no Gyakushū" (大器晩成/乙女の逆襲) | 2015       | 2                       | 3                       | Smileage / Angerme Selection Album "Taiki Bansei" |
| "Nana Korobi Ya Oki / Gashin Shōtan / Mahō Tsukai Sarī" (七転び八起き/臥薪嘗胆/魔法使いサリー) | 2015       | 2                       | 9                       | Smileage / Angerme Selection Album "Taiki Bansei" |
| "Desugita Kui wa Utarenai / Donden Gaeshi / Watashi" (出すぎた杭は打たれない/ドンデンガエシ/わたし) | 2015       | 2                       | 12                      | Rinnetenshō ~Angerme Past, Present & Future~      |
| "Tsugitsugi Zokuzoku / Itoshima Distance / Koi Nara Tokku ni Hajimatteru" (次々続々/糸島Distance/恋ならとっくに始まってる)                                                                                          | 2016       | 2                       | 5                       | Rinnetenshō ~Angerme Past, Present & Future~      |
| "Umaku Ienai / Ai no Tame Kyō made Shinka Shitekita Ningen Ai no Tame Subete Taika Shitekita Ningen / Wasurete Ageru" (上手く言えない/愛のため今日まで進化してきた人間 愛のためすべて退化してきた人間/忘れてあげる) | 2016       | 3                       | 7                       | Rinnetenshō ~Angerme Past, Present & Future~      |
| "Ai Sae Areba Nanni mo Iranai / Namida Iro no Ketsui / Majokko Megu-chan" (愛さえあればなんにもいらない/ナミダイロノケツイ/魔女っ子メグちゃん)                                                                      | 2017       | 3                       | 3                       | Rinnetenshō ~Angerme Past, Present & Future~      |
| "Nakenai ze... Kyoukan Sagi / Uraha゠Lover / Kimi Dake ja Nai sa... Friends (2018 Acoustic Ver.)" (泣けないぜ…共感詐欺/Uraha=Lover/君だけじゃないさ...friends)                                                      | 2018       | 2                       | 4                       | Rinnetenshō ~Angerme Past, Present & Future~      |
| "Tade Kuu Mushi mo Like it! / 46-Okunen Love" (タデ食う虫もLike it!/46億年Love) | 2018       | 5                       | 9                       | Rinnetenshō ~Angerme Past, Present & Future~      |
| "Koi wa Accha Accha / Yumemita 15" (恋はアッチャアッチャ/夢見た 15年) | 2019       | 2                       | 2                       | Rinnetenshō ~Angerme Past, Present & Future~      |
| "Watashi wo Tsukuru no wa Watashi / Zenzen Okiagarenai Sunday" (私を創るのは私/全然起き上がれないSunday) | 2019       | 1                       | 2                       |                                                   |
| "Kagiriaru Moment / Mirror Mirror" (限りあるMoment/ミラー・ミラー) | 2020       | 4                       | 21                      |                                                   |
| "Hakkiri Shiyou ze / Oyogenai Mermaid / Aisare Route A or B?" (はっきりしようぜ/泳げないMermaid/愛されルート A or B?)                                                                                               | 2021       | 4                       | 8                       |                                                   |

## Díjak

### Japan Record Awards
| Év   | A jelölés tárgya         | Kategória         | Eredmény |
| ---- | ------------------------ | ----------------- | -------- |
| 2010 | S/mileage "Yume Miru 15" | Legjobb új előadó | Elnyerte |
| 2010 | S/mileage "Yume Miru 15" | Új művész-díj     | Elnyerte |

## Fordítás
- Ez a szócikk részben vagy egészben  az   Angerme című angol Wikipédia-szócikk fordításán alapul.  Az eredeti cikk szerkesztőit annak laptörténete sorolja fel. Ez a jelzés csupán a megfogalmazás eredetét és a szerzői jogokat jelzi, nem szolgál a cikkben szereplő információk forrásmegjelöléseként.